# Jared Rushton
Jared Rushton (* 3. März 1974 in Provo, Utah) ist ein US-amerikanischer Filmschauspieler, der als Kinder- und Jugend-Darsteller tätig war.
Jared Rushton wurde im Alter von 12 Jahren als Kinderdarsteller aktiv. Größere Rollen waren der Schulfreund Billy in Big und Ronald in Liebling, ich habe die Kinder geschrumpft. Für diese beiden Filme wurde er für den Saturn Award für den besten Nachwuchsschauspieler nominiert. 1992 spielte er Clyde Parker in Friedhof der Kuscheltiere II. 2000 beendete er seine Schauspiel-Tätigkeit und wurde als Rock-Gitarrist mit seiner Band Deal by Dusk aktiv.

## Filmografie (Auswahl)
- 1987: Overboard – Ein Goldfisch fällt ins Wasser (Overboard)
- 1988: Big
- 1988: Die phantastische Reise ins Jenseits (Lady in White)
- 1988: Mord ist ihr Hobby (Fernsehserie, 1 Folge)
- 1988–1989: Roseanne (Fernsehserie, 3 Folgen)
- 1989: Liebling, ich habe die Kinder geschrumpft (Honey, I Shrunk the Kids)
- 1990: A Cry in the Wild
- 1992: Friedhof der Kuscheltiere II (Pet Sematary II)
- 1996: Dead Man’s Walk – Der tödliche Weg nach Westen (Dead Man´s Walk, Miniserie, 3 Folgen)